# 1099 (numero)
Millenovantanove (1099) è il numero naturale dopo il 1098 e prima del 1100.

## Proprietà matematiche
- È un numero dispari.
- È un numero semiprimo.
- È un numero composto da 4 divisori: 1, 7, 157, 1099. Poiché la somma dei suoi divisori (escluso il numero stesso) è 165 < 1099, è un numero difettivo.
- È un numero nontotiente in quanto dispari e diverso da 1.
- È un numero palindromo e un numero a cifra ripetuta nel sistema posizionale a base 12 (777).
- È un numero palindromo e un numero ondulante nel sistema posizionale a base 15 (4D4).
- È un numero intero privo di quadrati.
- È un numero odioso.
- È parte delle terne pitagoriche (595, 924, 1099), (1099, 3768, 3925), (1099, 12300, 12349), (1099, 86268, 86275), (1099, 603900, 603901).

## Astronomia
- 1099 Figneria è un asteroide della fascia principale del sistema solare.
- NGC 1099 è una galassia nella costellazione dell'Eridano.

## Astronautica
- Cosmos 1099 è un satellite artificiale russo.